# Cyprinodon atrorus
Cyprinodon atrorus là một loài cá trong họ Cyprinodontidae. Nó là loài đặc hữu của México.

#### Index
- Thể loại: Cyprinodon (Pupfish)